# Полтавская улица (Москва)
Полта́вская у́лица (до 7 июня 1922 года — Пре́сненская у́лица) — улица, расположенная в Северном административном округе города Москвы на территории Савёловского района.

## История
Улица получила современное название в честь победы русских войск над шведами в битве под Полтавой: в этом районе до 1767 года стоял Бутырский полк, принимавший участие в Полтавском сражении. До 7 июня 1922 года называлась Пре́сненская у́лица по реке Пресня, протекавшей рядом.

## Расположение
Полтавская улица проходит на север от улицы Нижняя Масловка (часть Третьего транспортного кольца) в месте примыкания к ней улицы Новая Башиловка, пересекает 1-ю и 2-ю Квесисские улицы и Писцовую улицу и доходит до 4-го Вятского переулка. Нумерация домов начинается от улицы Нижняя Масловка.

## Примечательные здания и сооружения
По нечётной стороне:
- д. №3 — Институт иностранных языков МГПУ

По чётной стороне:
- д.  №18 — местное отделение Единой России, офис Великой ложи России

## Транспорт

### Наземный транспорт
По Полтавской улице не проходят маршруты наземного общественного транспорта. У северного конца улицы, на 4-м Вятском переулке, расположена остановка «Полтавская улица» автобуса № 384, 384к.

### Метро
- Станции метро «Динамо» Замоскворецкой линии и «Петровский парк» Большой кольцевой линии (соединены переходом) — западнее улицы, на Ленинградском проспекте
- Станции метро «Савёловская» Серпуховско-Тимирязевской линии и «Савёловская» Большой кольцевой линии (соединены переходом) — восточнее улицы, на площади Савёловского Вокзала

### Железнодорожный транспорт
- Савёловский вокзал — восточнее улицы, на площади Савёловского Вокзала
- Платформа «Савёловская» Алексеевской соединительной линии — восточнее улицы, на площади Савёловского Вокзала